# Le Héros (film, 1966)
Pour les articles homonymes, voir Le Héros.
Pour plus de détails, voir Fiche technique et Distribution.
Le Héros (Nayak) est un film indien réalisé par Satyajit Ray, en 1966.

## Synopsis
Une star de cinéma fait un voyage jusqu'à Dehli en train pour recevoir un prix censé couronner sa carrière de comédien. En prise à des angoisses existentielles, il fait la connaissance d'une jeune journaliste qui ne partage pas l'opinion publique sur son travail. Elle va influencer sa vision du monde.

## Fiche technique
- Titre : Le Héros
- Titre original : Nayak
- Réalisation : Satyajit Ray
- Scénario : Satyajit Ray
- Production : R.D. Bansal
- Musique : Satyajit Ray
- Photographie : Subrata Mitra
- Montage : Dulal Dutta et Satyajit Ray
- Décors : Bansi Chandragupta
- Format : Noir et Blanc - 35 mm - Son : mono
- Durée : 120 minutes
- Langue : Bengali
- Pays de production :  Inde
- Budget : USD
- Dates de sortie : 
  - Allemagne : juin 1966 au festival de Berlin
  - France : 13 avril 1994

## Distribution
- Uttam Kumar : Arindam Mukherjee
- Sharmila Tagore : Aditi
- Bireswar Sen : Mukunda Lahiri
- Somen Bose : Sankar
- Nirmal Ghosh : Jyoti
- Premangshu Bose : Biresh
- Sumita Sanyal : Promila Chatterjee
- Ranjit Sen : Haren Bose
- Bharati Devi : Manorama, la femme de M. Bose
- Lali Chowdhury : Bulbul, la fille de M. Bose
- Kamu Mukherjee : Pritish Sarkar
- Susmita Mukherjee : Molly, la femme de M. Sarkar
- Subrata Sensharma : Ajoy
- Jamuna Sinha : Sefalika, la femme d'Ajoy
- Hiralal : Kamal Misra
- Jogesh Chatterjee : Aghore, le journaliste confirmé
- Satya Banerjee : Swamiji

## Distinctions
- Mention Special au festival de Berlin en 1966
- UNICRIT Award au festival de Berlin en 1966
- Nomination pour l'Ours d'or au festival de Berlin en 1966
- Silver Lotus Award au National Film Awards en 1967